# 宝兴老鹳草
宝兴老鹳草（学名：Geranium moupinense）为牻牛儿苗科老鹳草属的植物，是中国的特有植物。分布在中国大陆的四川等地，生长于海拔2,200米至2,500米的地区，一般生长在山地杂草山坡，目前尚未由人工引种栽培。